# Wullowitz
Wullowitz (česky Volovice) je místní část městyse Leopoldschlag v okrese Freistadt v Mühlviertelu v Horním Rakousku. Leží severně od Leopoldschlagu, přímo na hranici s Českou republikou. Osadou prochází evropská silnice E55 (rakouská silnice B310); nachází se zde silniční hraniční přechod Wullowitz – Dolní Dvořiště.

## Historie
Nejstarší písemné záznamy jsou z roku 1356, kdy je sídlo uvedeno jako „Wolabitz“ a z roku 1499, kdy je sídlo uvedeno jako „Wuelewitz“. Vychází z českého „Volovice“ jako výchozího tvaru, které sahá až ke slovanskému osobnímu jménu Vol.